# Біле братство

Плакат Білого Братства

«Велике Біле Братство ЮСМАЛОС» (частіше вживана в ЗМІ назва: «Біле братство») — релігійна течія есхатологічного спрямування, що виникла на початку 1990-х років в Україні як деструктивний культ. Вчення Білого Братства поєднує елементи християнства з іншими релігіями, особливо дхармічними, та теософією. Кульмінацією діяльності Братства стало захоплення його учасниками собору Софії Київської 10 листопада 1993 року з метою масового самогубства. Після арешту засновників Братство продовжило існувати як окремі групи.

## Історія

### Заснування
Засноване в 1990—1991 роках у Києві фахівцем в області психічного впливу на особистість Юрієм Кривоноговим і журналісткою Мариною Цвігун.
Ініціатива належала Юрію Кривоногову, який восени 1988 року при Будинку вчених Академії наук УРСР створив «Інститут людини». Він читав там лекції про нетрадиційні методи оздоровлення та самовдосконалення, влаштовував заняття з медитації. Потім почав їздити великими містами як «спеціаліст із духовних практик». Він був членом Міжнародного товариства Свідомості Кришни з кінця 1970-х, але його виключили звідти за проголошення себе аватарою Кришни. У 1990 році організував «Інститут душі „Атма“» на базі Київського відділення Фонду милосердя і здоров'я. Кривоногов видавав за підтримки товариства «Знання» газету «Атма», різноманітні брошури, читав лекції з питань «біоенергетики» та східної духовності. Розробивши власне релігійне вчення, та ведучи організаційну роботу, Кривоногов шукав особу, яка представляла б Інститут.
Такою людиною стала журналістка Марина Цвігун, яка працювала в Донецькому та Дніпропетровському осередках ВЛКСМ редакторкою газети та радіомовлення та відвідувала лекції Кривоногова через конфлікт зі своїм чоловіком. Після пережитого в 1990 році аборту Цвігун стала вважати себе іншою людиною, відреклася від сина та розлучилася з чоловіком. З Кривоноговим вона познайомилася в травні 1990 року в Дніпропетровську на його лекції. Вона одружилася з Кривоноговим і переїхала на постійне проживання до Києва. Кривоногов проголосив її Месією, втіленням Бога, «Живим Богом Марією Деві Христос», Матір'ю Світу. Собі Кривоногов обрав релігійне ім'я Юоанн Свамі.

### Поширення
«Інститут душі „Атма“» в 1990 році було перейменовано на «Велике Біле Братство ЮСМАЛОС», звідки назва його учасників «юсмаліани», а юридично зареєстровано в 1991 році. Воно діяло як релігійна спільнота з жорсткою ієрархією й суворою дисципліною, куди входили переважно молоді люди віком до 20-и років і неповнолітні. Згідно з вченням Кривоногова, «Велике Біле Братство ЮСМАЛОС» мало важливу місію з поширення містичних знань, які допоможуть врятуватися від загибелі світу, що повинен настати до 2000 року. Велася активна місіонерська діяльність у різних регіонах України через групи «білих братчиків», які вирізнялися білим одягом. У Києві та Черкасах їхні громади були офіційно зареєстровані. Згодом рух розповсюдився в Росію, Литву, Казахстан, Болгарію, Польщу, Чехословаччину.
На початку 1992 року Марина Цвігун та Юрій Кривоногов перенесли координаційний центр ЮСМАЛОС у Москву. Право хрещення нових членів в Україні передали «апостолам». Для координування дій на початку 1993 було створено територіальні округи під проводом «апостолів». Братство проголошувало антисоціальні ідеї, проповідуючи про «зіпсутність» і «сатанинську» природу тогочасного суспільства.
Юсмаліани проповідували на вулицях і в християнських храмах; поширювали листівки та розклеювали плакати з фотографією Марії Деві Христос, одягненої в білий одяг, в лівій руці вона тримала давньоєгипетський жезл, праву складала у двоперст. Керівники осередків та адепти часто змінювали місця свого перебування.

### Захоплення собору Софії Київської
Кульмінацією діяльності Братства стала спроба юсмаліан 10 листопада 1993 захопити Софійський собор у Києві та вчинити в ньому масове самогубство шляхом самоспалення.
На початку 1993 року (за іншими даними навесні 1992) Кривоногов, який оголосив себе «пророком Матері Світу», поширив інформацію про дату Страшного суду 24 листопада 1993 року. Він закликав усіх юсмаліан зібратися у Києві для масового самогубства та воскресіння через три дні. Пізніше дату акції перенесли на 10 листопада, очікуючи кінця світу 11 листопада. В українських ЗМІ була розгорнена кампанія проти «Білого Братства», деякі київські школи скоротили навчання того дня задля безпеки учнів. РПЦ і УПЦ відлучили Марину Цвігун від своїх церков, а Братство піддали анафемі.
10 листопада юсмаліани обірвали в Софії телефонний зв'язок і заблокували виходи. Цвігун і Кривоногов видерлися на престол і очікували від Братства самоспалення; самі вчинити самогубство вони обіцяли в останню чергу. За іншою версією один із юсмаліан повинен був застрелити Цвігун і запустити цим загибель світу, але злякався і не вистрілив.
Правоохоронні органи перешкодили самогубству, 25 послідовників Братства було заарештовано за організацію заворушень, понад 600 найактивніших членів Братства затримано; вони оголосили голодування. Через тиждень у своєму зверненні Цвігун дозволила їм припинити голодувати.

### Розпад

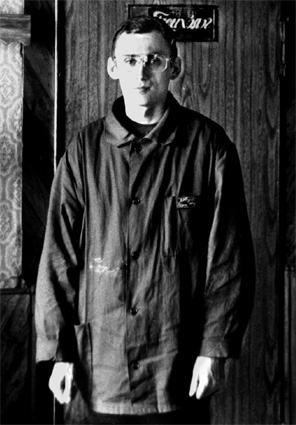
Ув'язнений Віктор Ковальчук, один з лідерів Великого Білого Братства у виправній колонії № 19 у Луганській області

На початку 1994 частина юсмаліан висловилася за об'єднання з теософською організацією «Івани стотисячні».
У 1996 році Марина Цвігун, Юрій Кривоногов та ще один керівник Віктор Ковальчук були засуджені відповідно до 4, 7 та 6 років позбавлення волі за організацію масових заворушень‚ захоплення державних і громадських споруд, і посягання на здоров'я громадян під приводом виконання релігійних обрядів. Після їхнього ув'язнення в Братстві відбувся розкол на прихильників Марії Деві Христос та Юоанна Свамі. Ще під час слідства Цвігун розлучилася з Кривоноговим, охарактеризувавши його як зрадника та стверджувала, що це саме він закликав до самоспалення. Діяльність Братства в Україні було заборонено, а також засуджено в Росії.
Після звільнення із в'язниці Кривоногов визнав свої дії, пов'язані з організацією «Великого Білого Братства ЮСМАЛОС» помилковими, розірвав стосунки з юсмаліанами та після наступного одруження обрав усамітнений спосіб життя під прізвищем Сільвестров.
Марина Цвігун була достроково звільнена в 1997 році. Вийшла заміж за Віталія Ковальчука та розпочала активну діяльність з відродження «Великого Білого Братства ЮСМАЛОС». Спроби офіційно зареєструвати його в Україні не мали успіху. Осередки Братства перейшли в глибоке підпілля, провадили втаємничене спілкування та переміщення по СНД.
У 2005—2006 Цвігун перенесла осередок своєї діяльності до Москви та змінила ім'я та прізвище на Вікторія Преображенська. Стала засновницею низки організацій мистецько-езотеричного спрямування («Союзів Святої Любові», «Космічне Полімистецтво Третього Тисячоліття», «Театр Містерій»). Критикувала Помаранчеву революцію та Революцію гідності, називаючи їх наслідками іноземних маніпуляцій. Підтримувала колишнього президента України Віктора Януковича. Пропагувала відмову від паспортів і групову ізоляцію від решти суспільства.
19 липня 2013 року рішенням Єгор'євського суду Московської області література «Братства» визнана екстремістською та підлягає включенню до Федерального списку екстремістських матеріалів. На підставі експертизи, проведеної Російським інститутом культурології, суд встановив, що в літературі «Білого Братства» містяться шовіністичні висловлювання та заклики до релігійної ворожнечі.

## Вчення
Вчення Братства містить елементи давньоєгипетської релігії, індуїзму, теософії, християнства, альтернативної медицини, окультизму, уфології та окремих ідейних компонентів руху «Нью-ейдж». Братство послуговується науковоподібною термінологією.
Спочатку воно мало більш виражені елементи індуїзму, що надалі поступилися елементам християнства, які легше сприймалися населенням. Попри те ідея про реінкарнацію лишалася однією з основ віровчення Братства. Кривоногов у 1991 році стверджував про спорідненість ідейних засад Братства з Богородичним рухом у закликах до відродження «Святої Русі». Братство нетерпиме до інших релігій та конфесій, називаючи їхні ідеї «спотворенням» істини. Його діяльність спрямована на порятунок своїх учасників від кінця світу. Спершу його датою проголошувався 1993 рік, надалі його настання описується у невизначеному майбутньому.
Братство сповідувало космополітизм, розрив адептів із батьківщиною та родиною на користь єднання з Братством.
У Братстві була виражена ідея жертовності, терпіння страждань, «омивання своєю кров'ю гріхів людства». Учасники повинні були оголосити голодування в разі затримання, щоб врешті померти. Перед захопленням Софії проголошувалося, що 12 тис. учасників Братства загинуть через самогубство, яким очистять світ, а решта людей помруть болісною смертю від невиліковних хвороб унаслідок опромінення енергією Бога під назвою «фохат». 144 тис. обраних, найвідданіших Братству, воскреснуть, щоб заселити Землю та стати «шостою расою».
Засновники Братства стверджували, що є злиттям релігійних постатей. Марина Цвігун — злиттям Ісуса Христа та Діви Марії, а Юрій Кривоногов — Івана Хрестителя та Івана Богослова. В Братстві існував культ жіноцтва як носія духовної складової світобудови. Особливо ця тенденція стала виразна після звільнення Марини Цвігун із в'язниці.

## Організація та практики
Назва розшифровувалася як: «ЮС» — Юоанн Свамі (Юрій Кривоногов), «МА» — «Марія Деві Христос» (Марина Цвігун), «ЛОС» — скорочення від «логос».
Лідери «Великого Білого Братства ЮСМАЛОС» проголошували себе священними особами. Найвідданіші та найактивніші проповідники Братства отримували імена біблійних пророків і апостолів, як-от Іоанн Хреститель, Даниїл, Ілля тощо, що поділялися на «сефіротів» і «апостолів». Нижче стояли «лицарі», «хрестителі» та рядові адепти. Юсмаліан, які вагалися в своїй вірі, в Братстві називали «щурами». Адепти послуговувалися прізвиськами та конспіративними квартирами, щоб приховувати свої особи та переміщення.
Члени Братства об'єднувалися в «п'ятірки», у кожній з яких був керівник («старший»). Накази отримувалися від «брата» вищого рівня. Кожен «старший» щодня повинен був складати письмовий звіт про психічний стан своєї «п'ятірки» та передавати його вище в ієрархії. Заохочувався розрив «братів» із батьками. Учасники Братства віддавали йому своє майно; крім того збиралися пожертви; частка коштів надходила від продажу місіонерської літератури та проведення лекцій.
На початку Братство вдавалося до медитації, читання мантр (слово «ЮСМАЛОС» слугувало однією з них), колективного вивчення священних писань. Учасники братства були вегетаріанцями.
Із посиленням авторитету і впливу Марини Цвігун було впроваджено «літургію, присвячену Матері Світу», яка багато в чому копіювала православну. Братство послуговувалося хресним знаменням, але вкладало до нього власний символізм. Практикувалося хрещення для прийому до Братства, що від 1992 року отримало назву «вогняне хрещення» та пояснювалося як «біоенергетичне цілительство». Виключення з Братства супроводжувалося ритуалом «поховання душ відступників» з розриванням і спаленням їхніх зображень. Адепти повинні були регулярно звітуватися про свою діяльність і багато молитися, навіть жертвуючи сном.

## Вплив
Захоплення Софії, а також іще дві великі трагедії, пов'язані з новітніми релігійними рухами — самоспалення 16 членів «Ордену Сонячного храму» у Французьких Альпах у 1994 році, і теракт у Токійському метро в 1995 році — посприяли посиленню негативного ставлення до новітніх релігійних рухів у 1990-і роки.
У 1990-і виникла, а в 2010-2020-і набула популярності версія, що створення «Білого Братства» було експериментом влади (іноді конкретно КДБ СРСР) із впливу на широкі верстви населення, а Цвігун та Кривоногов не були його справжніми керівниками. Практики Братства запозичили пізніші деструктивні релігійні об'єднання.
Про «Біле Братство» в 2021 році випущено український документальний фільм «З ногами на вівтар». Це один із дев'яти фільмів у серії «Наші 30» про поворотні події в історії незалежної України 1990-х років.
Ідеї, подібні до ідей «Білого Братства», пропагує рух «АллатРа» та його ребренд «Благотворче суспільство».